# Бутан (алкан)
Вижте пояснителната страница за други значения на Бутан.
Бутанът /C4H10/ е въглеводород от хомоложния ред на алканите с 4 въглеродни атома.

## Свойства
Леснозапалим газ с точка на кипене -0,5 °С. Бутанът е най-низшият алкан, който може да има изомери (алканите от метан до пропан нямат изомери). Известни са 2 структурни изомера – n-бутан и 2-метилпропан (известен и като изобутан).
Бутанът се втечнява лесно, при 20 °C втечняването е възможно при налягания, по-високи от 2 атмосфери.
| Налягане, mm Hg | 1      | 10    | 40    | 100   | 400   | 760  | 1520 | 3800 | 7600 | 15200 | 30400 | 45600 |
| Температура, °C | –101.5 | –77.8 | –59.1 | –44.2 | –16.3 | –0.5 | 18.8 | 50.0 | 79.5 | 116.0 | –     | —     |

При 20 °C един литър вода се разтварят 61 mg.
Бутанът е по-тежък от въздуха, при изтичане се натрупва по пода и ниските части на помещението. Той не е отровен, но при високи концентрации във въздуха може да причини задушаване (поради липсата на кислород). При високи концентрации действа наркотично и с него се злоупотребява като евтин опиат. Бутанът е леснозапалим, образува експлозивни смеси с въздуха в границите от 1,4 до 9,4 обемни процента.
Бутанът гори както всички алкани, при което се получават въглероден диоксид и вода. Химическите му свойста са типични за алканите (вж. алкан).

## Приложение
Като енергиен източник: Втечнен, обикновено в смес с пропан (пропан-бутан) се използва като гориво за автомобили и др., газ за горене, газ за запалки и др. Към него се добавят вещества (най-често етантиол), които се усещат от обонянието в много ниски концентрации, за да се предотвратят инциденти при изтичане на газ.
Хладилен агент Под името R600 (n-бутан) и R600a (изобутан) се използва като хладилен агент в хладилни инсталации, климатици и топлинни помпи.
В химическата индустрия се използва като изходна суровина за получаване на бутадиен (който от своя страна се преработва до синтетичен каучук), малеинова киселина и други химикали.